# Childebrand Ier
Pour les articles homonymes, voir Childebrand (homonymie).
Childebrand Ier (mort après 751), est un fils de Pépin de Herstal, maire des palais des royaumes francs, et un frère (ou demi-frère) de Charles Martel. 

## Biographie
Les historiens sont partagés sur la question de savoir si Alpaïde, la seconde épouse de Pépin de Herstal dit Pépin II et mère de Charles Martel, est également la mère du comte Childebrand. Le terme utilisé pour qualifier la parenté entre Charles Martel et Childebrand est germanus, qui signifiait frère de même père, et éventuellement de même mère, demi-frère ou frère. Le portrait élogieux d'Alpaïde que Childebrand brosse dans la continuation de la chronique milite en faveur de la maternité d'Alpaïde envers Childebrand. C'est en tout cas le point de vue d'Eduard Hlawitschka. Mais Léon Levillain estime que si Childebrand était fils d'Alpaïde, il se serait lui-même nommé quand il parle de la postérité de Pépin et d'Alpaïde. Childebrand est qualifié d'avunculus (aïeul/oncle) de Pépin le Bref, alors que s'il était frère de père et de mère de Charles(c'est-à-dire frère consanguin), le terme correct aurait été patruus. Enfin l'onomastique ne montre pas de lien entre la descendance des deux frères. Mais en fait, avunculus avait déjà à cette époque le sens large d'oncle. Sans plus de précision, le fait que Childebrand ne se cite pas peut passer pour de la modestie, et la fraternité est assurée par des textes, même si on ne retrouve pas les mêmes prénoms dans les deux branches.
Qualifié de vir illustris (homme illustre), il possédait une villa à Marolles-sur-Seine. Il épouse Emma d'Austrasie et reçoit la Bourgogne de son père puis il est fait duc en Provence vers 737. Il reçoit de Charles le gouvernement de l'Autunois, ainsi que de grands domaines dans le Charolais et le Brionnais pris sur les diocèses d'Autun et de Bourges (Baugy, Sancenay et Perrecy), qu'il léguera à sa descendance.
En 737, il est au côté de Charles Martel dans les expéditions entreprises contre les Sarrasins à Avignon et en Narbonnaise,.
Duc des Francs et comte de Bourgogne, il est à l'origine de la famille des Nibelungides attachée au service des Carolingiens. Il est également connu pour être le second continuateur de la chronique médiévale de Frédégaire qu'il a rédigée de 736 à 751, à la suite du « Moine de Laon »,. En 751, la chronique est reprise par son fils, ce qui permet de dater sa mort à la période qui suit 751,.
Son épouse peut être :
- soit d'origine royale burgonde, famille que la tradition rapproche des Nibelungen ;
- soit de la famille ducale d'Alémanie, parmi lesquels se trouve un Nebi ;
- soit issue des rois de Thuringe[4].

De ce mariage est né un fils, Nibelung Ier ou Nivelon Ier (mort entre 770 et 786), auteur de la famille des Nibelungides.